# 瓦尔卡拉
瓦尔卡拉（Varkala），是印度喀拉拉邦Thiruvananthapuram县的一个城镇。总人口42273（2001年）。

## 人口
该地2001年总人口42273人，其中男性20784人，女性21489人；0—6岁人口4725人，其中男2378人，女2347人；识字率77.97%，其中男性为76.52%，女性为79.37%。